# Schivereckia doerfleri
Schivereckia doerfleri är en korsblommig växtart som först beskrevs av Richard von Wettstein, och fick sitt nu gällande namn av Joseph Friedrich Nicolaus Bornmüller. Schivereckia doerfleri ingår i släktet Schivereckia och familjen korsblommiga växter. Inga underarter finns listade i Catalogue of Life.